# Аннинская волость (Московская губерния)
Аннинская волость — волость в составе Волоколамского уезда Московской губернии. Существовала до 1929 года. Центром волости была деревня Аннино.
По данным 1890 года в деревне Аннино размещались волостное правление. В сёлах Амельфино, Язвище и деревне Ченцы действовали земские училища, в селе Матрёнино — церковно-приходское училище. В селе Покровске размещалась квартира полицейского урядника.
По данным 1921 года в Аннинской волости было 23 сельсовета: Авдотьинский, Амельфинский, Больше-Никольский, Васильевский, Возьмищевский, Голубцовский, Гусеневский, Золевский, Иванцевский, Литвиновский, Лысцевский, Мыканинский, Нелидовский, Никитский, Пителинский, Покровский, Себенский, Ситниковский, Татищевский, Чеблоновский, Ченецкий, Шишкинский, Язвищевский.
В 1924 году Амельфинский с/с был присоединён к Шишкинскому, Васильевский — к Нелидовскому, Голубцовский — к Авдотьинскому; Больше-Никольский и Пителинский с/с объединены в Никольский с/с; Мыканинский с/с был переименован в Рождественский, Себенский — в Данилковский, Покровский — в Грядский, Иванцевский — в Аннинский; были образованы Федюковский и Муромцевский с/с.
В 1925 году Аннинский с/с был переименован в Иванцевский, Грядский — в Покровский, Чеблоковский — в Ситниковский. Образован Горнинский с/с.
В 1926 году Никитский с/с был переименован в Никитско-Великий, а Возьмищевский с/с упразднён.
В 1927 году Возьмищевский с/с был восстановлен, а Никитско-Великий переименован обратно в Никитский. Образован Аннинский с/с.
По данным 1926 года селения в составе сельсоветов: Авдотьино, Голубцово (Авдотьинский сельсовет), Горки (Горецкий сельсовет), Аксёново, Воронцово, Старое Гусенево, Гусенево-Ефремовское (Гусеневский сельсовет), Александровка, Данилково, Павликово, Себенки (Данилковский сельсовет), Золево (Золевский сельсовет), Аннино, Иванцево, Матренино, Морозово, Хорошево, Ширяево (Иванцевский сельсовет), Лысцево (Лысцевский сельсовет), Муромцево (Муромцевский сельсовет), Васильевское, Нелидово (Нелидовский сельсовет), Девкино, Литвиново, Никито-Великое (Никито-Великий сельсовет), Большое Никольское, Петелино (Никольский сельсовет), Гряды, Малое Никольское, Покровское (Покровский сельсовет), Мыканино, Рождествено, Ядрово (Рождественский сельсовет), Ситниково, Чеблоково (Ситниковский сельсовет), Богдановка, Татищево (Татищевский сельсовет), Федюково, Шелюдково (Федюковский сельсовет), Ченцы (Ченецкий сельсовет), Амельфино, Шишкино (Шишкинский сельсовет), Высоково, Копытцево, Язвище (Язвищенский сельсовет).
В ходе реформы административно-территориального деления СССР в 1929 году Аннинская волость была упразднена, а её территория вошла в состав Волоколамского района.